# المنصورة (إب)
المنصورة هي إحدى قرى الجمهورية اليمنية. تتبع جغرافيا لمحافظة إب وإداريًا لمديرية الرضمة. يبلغ تعداد سكانها 1456 نسمة حسب الإحصاء الذي أجري عام 2004.